# 1248 Jugurtha
1248 Jugurtha è un asteroide della fascia principale. Scoperto nel 1932, presenta un'orbita caratterizzata da un semiasse maggiore pari a 2,7219262 UA e da un'eccentricità di 0,0148524, inclinata di 9,14992° rispetto all'eclittica.
Il suo nome fa riferimento a Giugurta, un re della Numidia che ebbe forti contrasti con Roma.